# Retrato inacabado
Retrato inacabado (título original en inglés: Unfinished Portrait) es una novela semiautobiográfica escrita por Agatha Christie, bajo el seudónimo de Mary Westmacott en 1934. Fue la segunda de seis novelas escritas por Christie bajo este seudónimo.

## Argumento
Celia fue una niña feliz, una joven solicitada, una esposa amante y entregada. Su vida era, ella misma lo reconocería más tarde, vulgar; pero marcada por una timidez congénita que la llevaría a hacer de su madre la única referencia psicológica; y esa dependencia solo la podrían romper los propios sinsabores de la historia de Celia.